# Michael Rune
Michael Rune er en dansk musiker og saxofonist. Han debuterede med singlen "Min indre stemme" featuring Nadia Gattas, der nåede en sjetteplads på den danske singlehitliste og var i 20 uger at finde på hitlisten.
Michael Rune blev uddannet på Det Fynske Musikkonservatorium i 2006. Han har samarbejdet med artister som Rune RK og Kato.

## Dansk Melodi Grand Prix 2014
I 2014 deltog Michael Rune sammen med sangerinden Natascha Bessez i Dansk Melodi Grand Prix med sangen "Wanna Be Love".
Michael Rune og Natascha Bessez gik videre til top 3, og fik en delt andenplads med Rebekka Thornbech, men tabte til vinderen Basim.

## Diskografi

### Singler
| År                                                               | Titel                                    | Højeste placering | Certificering                          |
| År                                                               | Titel                                    | DAN               | Certificering                          |
| ---------------------------------------------------------------- | ---------------------------------------- | ----------------- | -------------------------------------- |
| 2011                                                             | "Min indre stemme" (feat. Nadia Gattas)  | 6                 | - Platin (streaming) - Guld (download) |
| 2012                                                             | "Væk i natten" (feat. Cecilie Fleur)     | 25                | - Guld (streaming)                     |
| 2013                                                             | "Et og alt" (feat. Kevin)                | —                 |                                        |
| 2014                                                             | "Wanna be loved" (feat. Natascha Bessez) | 9                 |                                        |
| 2014                                                             | "Ekko" (feat. Ragna)                     |                   |                                        |
| "—" markerer en udgivelse der ikke opnåede en hitlisteplacering. |                                          |                   |                                        |